# Physical Review Letters
Physical Review Letters — журнал Американського фізичного товариства присвячений публікаціям з фізики. Відгалуження журналу Physical Review. Видається від 1958 року. Коефіцієнт впливовості Physical Review Letters становив 7,18 в 2008 році, що робить його одним з найвпливовіших журналів у фізиці. До публікації приймаються короткі статті (листи) розміром не більше чотирьох сторінок, які повинні пройти рецензування трьома авторами журналу.